# Taxa mínima de atratividade
A Taxa Mínima de Atratividade (TMA) é uma taxa de juros que representa o mínimo que um investidor se propõe a ganhar quando faz um investimento, ou o máximo que uma pessoa se propõe a pagar quando faz um financiamento.
Esta taxa é formada a partir de 3 componentes básicas:
1. Custo de oportunidade: remuneração obtida em alternativas que não as analisadas, ou seja, é o valor de outras oportunidades não escolhidas. Exemplo: caderneta de poupança, fundo de investimento, etc.
2. Risco do negócio: o ganho tem que remunerar o risco inerente de uma nova ação. Quanto maior o risco, maior a remuneração esperada.
3. Liquidez: capacidade ou velocidade em que se pode sair de uma posição no mercado para assumir outra.

A TMA é considerada pessoal e intransferível pois a propensão ao risco varia de pessoa para pessoa, ou ainda a TMA pode variar durante o tempo. Assim, não existe algoritmo ou fórmula matemática para calcular a TMA.
Ao se utilizar uma TMA como taxa de juros de referência, é entendida como a taxa de desconto ao qual aplicam-se métodos em comparação em relação a um período de tempo, como o Valor Presente Líquido ou o Custo Anual Uniforme para se determinar a viabilidade financeira de um investimento ou empréstimo. Caso o resultado seja positivo, a TIR (taxa interna de retorno) supera a TMA e o investimento é interessante. O contrário ocorre caso o resultado seja negativo.